# Lepidonotus fusicirrus
Lepidonotus fusicirrus är en ringmaskart som först beskrevs av Schmarda 1861.  Lepidonotus fusicirrus ingår i släktet Lepidonotus och familjen Polynoidae. Inga underarter finns listade i Catalogue of Life.